# Слока
Сло́ка (латыш. Sloka; до 1917 года — Шлок, нем. Schlock) — часть города Юрмалы, в 33 км от Риги. Находится на берегу реки Лиелупе, в месте, где она примерно в двух километрах от моря поворачивает на восток, образуя Юрмальский полуостров.
На всей территории Юрмалы Слока является самым старым населённым пунктом, получившим права местечка уже в 1785 году, а статус города — в 1878 году. Речка Слоцене, вблизи которой расположена Слока, упоминается в исторических источниках ещё в 1255 году.
В отличие от остальной части Рижского взморья, Слока развивалась как промышленный город (а позднее — район города Юрмалы). В настоящее время здесь живут (преимущественно в многоэтажных домах Каугури) работники городской сферы обслуживания. 
Экономический подъём Слоки начался в XVII веке (здесь находилось несколько мануфактур герцога Якоба) и продолжался вплоть до начала XX столетия, когда построили бумажную фабрику (1896 г.) и несколько предприятий по производству стройматериалов.
В 1925 году к Слоке был присоединён Каугурциемс, а в 1959 году город включили в состав Юрмалы.
В июле 1951 года открыта электрифицированная железная дорога от Риги до Слоки.
В советское время здесь активно развивались многие производственные предприятия, продукция которых пользовалась спросом как в СССР, так и за рубежом. Самое крупное производство — Слокский целлюлозно-бумажный комбинат, интенсивная работа которого причинила большой вред окружающей среде. В 2011 году комбинат был ликвидирован; по состоянию на 2022 год бо́льшая часть корпусов снесена, в сохранившихся зданиях действуют малые предприятия.
Сегодня Слока и Каугури представляют собой наиболее населённую часть Юрмалы с многоэтажными жилыми домами и развитым коммунальным хозяйством, сохраняя при этом и своё промышленное значение. Ведётся строительство новых жилых домов.

## Религия

### Христианство
- Зал царства свидетелей Иеговы (Pļaviņu iela 52)
- Слокская лютеранская церковь (Raiņa iela 4)

Бывший герб города
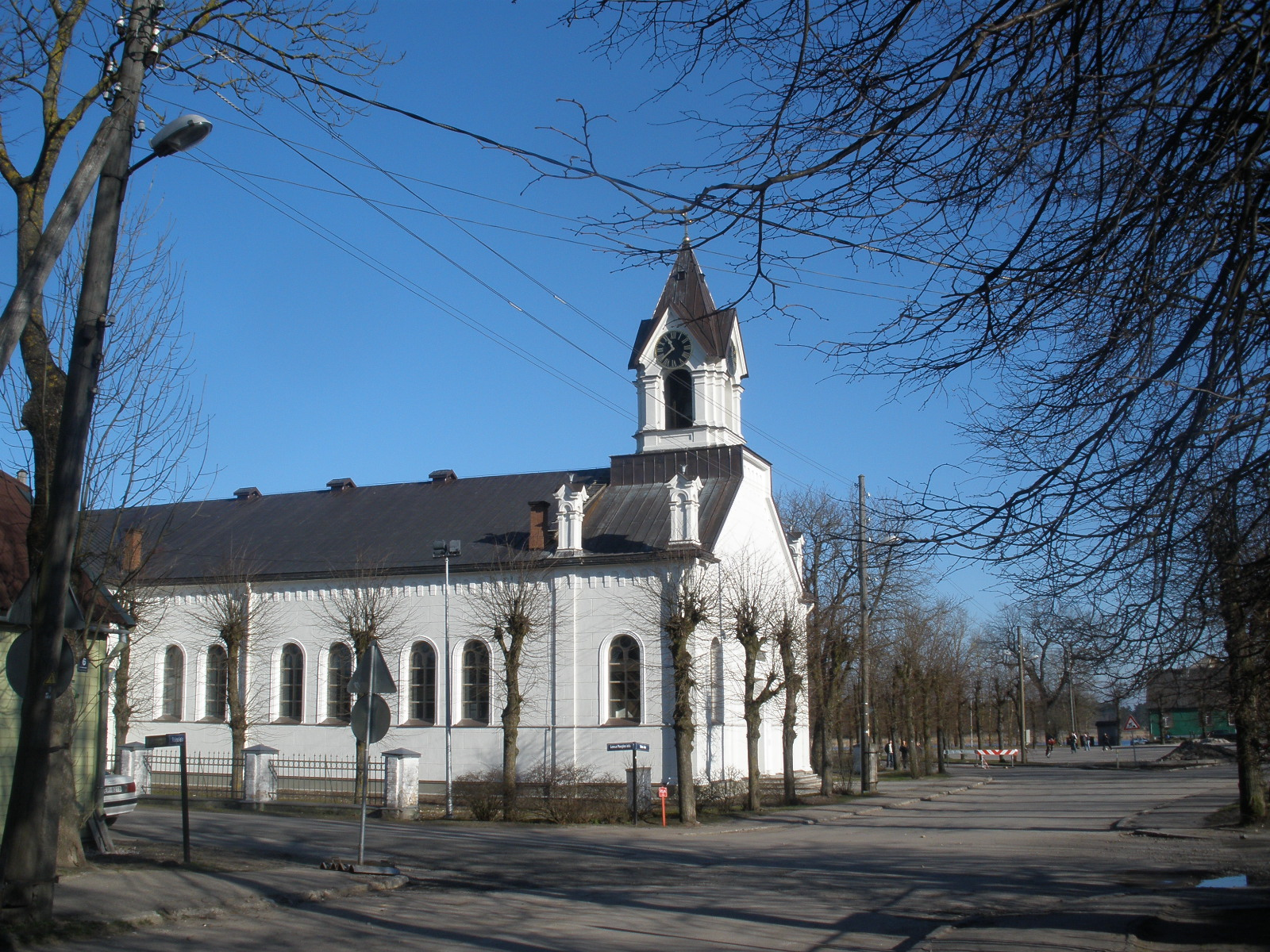
Лютеранская церковь
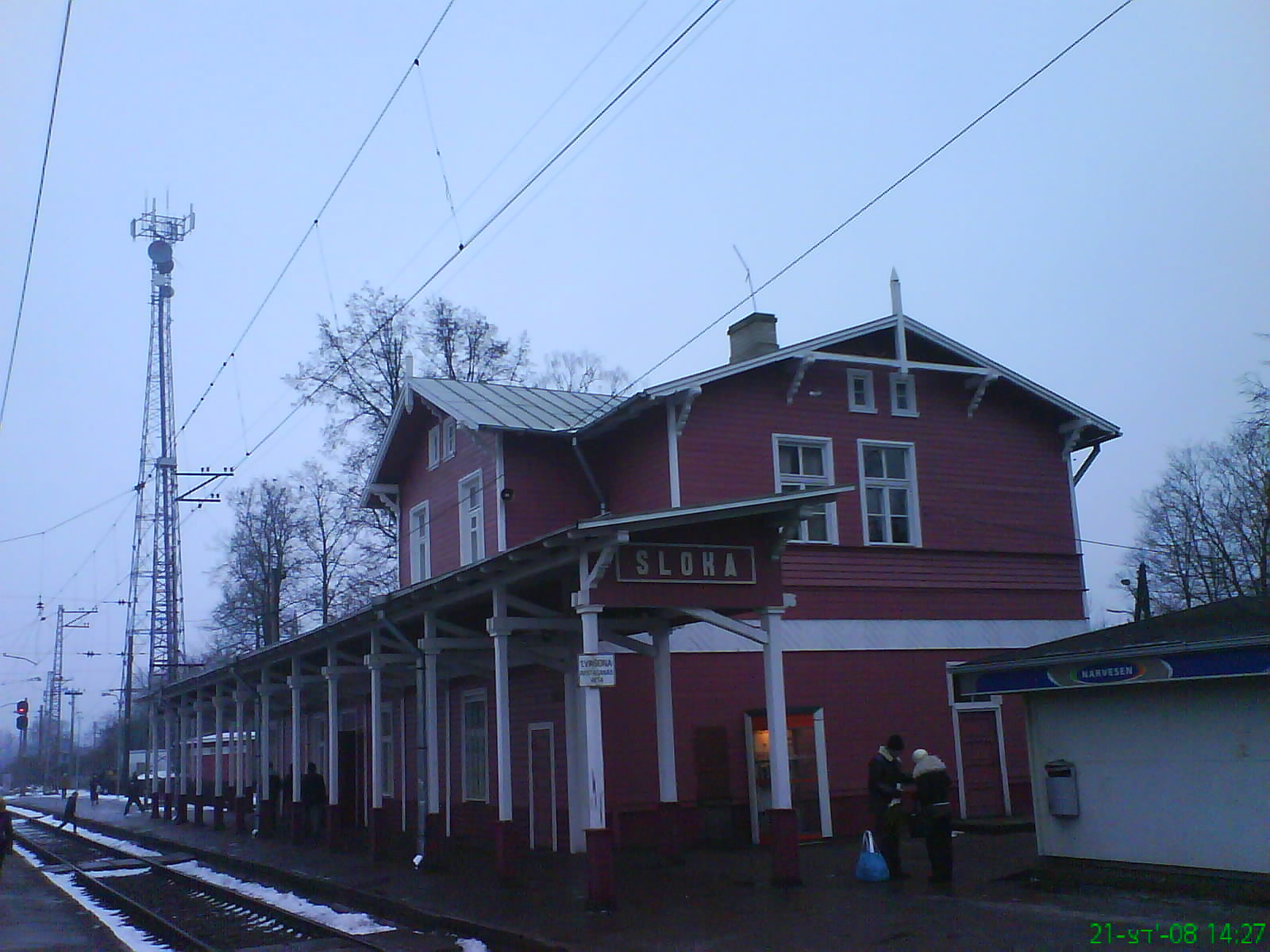
Вокзал в Слоке
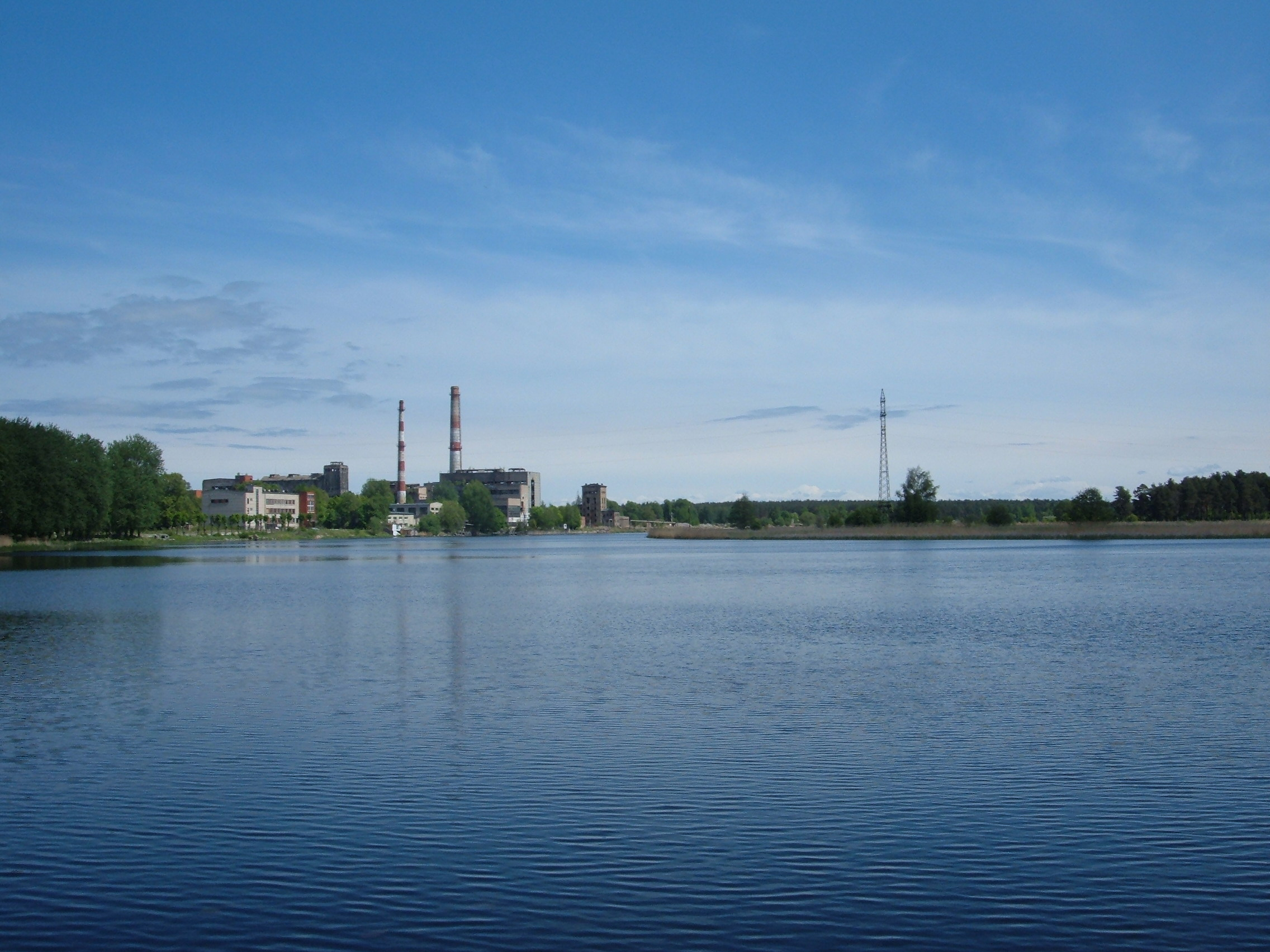
Река Лиелупе у Слоки
Слока. Остатки ветряной мельницы